# Bucht von Cádiz
Koordinaten: 36° 29′ 39″ N, 6° 13′ 1″ W
Die Bucht von Cádiz ist eine Bucht an der Atlantikküste Spaniens. Sie ist nach der Stadt Cádiz benannt, die auf der in die Bucht ragenden Halbinsel liegt.

## Lage
Die Bucht wird in zwei Teile unterteilt. Der größere nördliche Teil wird durch die Städte Rota, El Puerto de Santa María und Cádiz umgeben. Die Flüsse Rio Guadalete und Río San Pedro münden hier in die Bucht. Der südliche wird vom nördlichen Teil durch die Isla del Trocadero getrennt. Im südlichen Teil der Bucht liegen die Städte Puerto Real und San Fernando. Auch erstreckt sich hier der Naturpark Parque Natural de la Bahía de Cádiz. Die engste Stelle der Bucht wird seit 1969 von der Brücke Puente José León de Carranza und seit 2015 von der Puente de la Constitución de 1812 überspannt. Über sie führen die Nationalstraßen CA-35 und CA-36 nach Cádiz.

## Geschichte

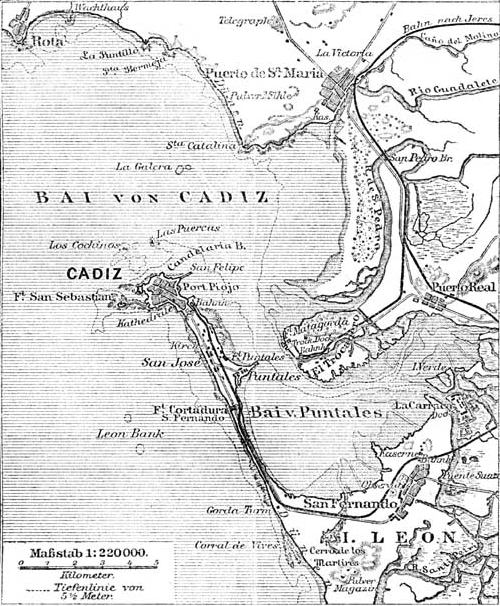
Historische Karte (um 1888)

In der Bucht von Cádiz wurde im Jahre 1587 ein Teil der spanischen Armada bei einem Angriff von Francis Drake gekapert, verbrannt oder versenkt (→ Störung der Vorbereitungen der spanischen Invasion). Damit fügte er der Armada beträchtlichen Schaden zu und zwang so die Spanier zu einer Verschiebung der Invasion in England um ein Jahr (→ Spanische Armada).
Des Weiteren ist die Bucht durch die Schlacht von Trocadero bekannt geworden, in der die französische Armee unter dem Herzog von Angoulême am 31. August 1823 die Festung Trocadero vor Cádiz einnahm und daraufhin die Stadt eroberte. Die französische Invasion in Spanien wurde von Karl X. befohlen, um den gefangen genommenen spanischen König aus den Händen der konstitutionellen Revolutionären zu befreien und die absolute Monarchie wieder einzusetzen.
Heutzutage wird die Schifffahrtslinie im Golf von Cádiz ausgebaggert. Außerdem werden zahlreiche Teile von Schiffswracks, Kanonenkugeln, alte Münzen etc. gehoben.

## Hochspannungsleitung über die Bucht von Cádiz

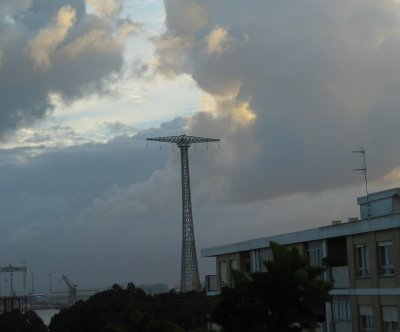
Hochspannungsmast der Freileitung über die Bucht von Cádiz

In den 1950er Jahren wurde über die Bucht von Cádiz eine Hochspannungsleitung mit zwei Drehstromkreisen gespannt, die auf beiden Seiten der Bucht an zwei rund 160 Meter hohen Freileitungsmasten aufgehängt sind.

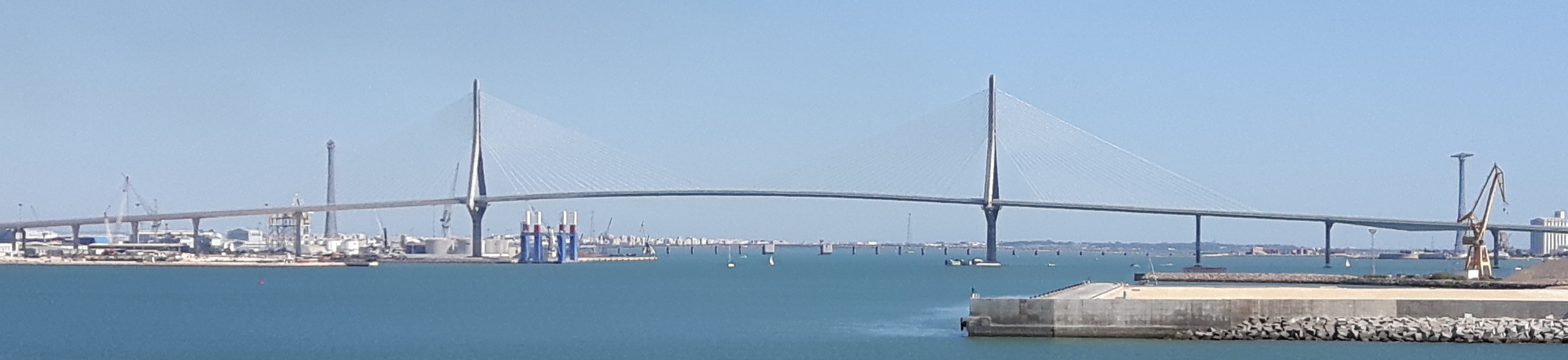
Brücke über die Bucht von Cádiz